# 耶律佛顶
耶律佛顶，辽朝将领，出自契丹耶律氏。
辽天祚帝时，佛顶担任永兴宫使。天庆五年（1115年），辽天祚帝亲征金国，战争受挫，损失惨重。次年，佛顶受命为监军，跟随都元帅耶律淳招募“怨军”（辽国募辽东人为兵，使他们报怨女真金国）。不久担任显州路都统。怨军溃败，佛顶在沈州（今辽宁沈阳市）与金军交战败绩，致书请和，未成。保大年间，担任西南面招讨使。保大二年（1122年）四月，归降金国，在金将完颜昂监视下，受命率兵护送辽国降人到浑河路从居。